# Hebriderna

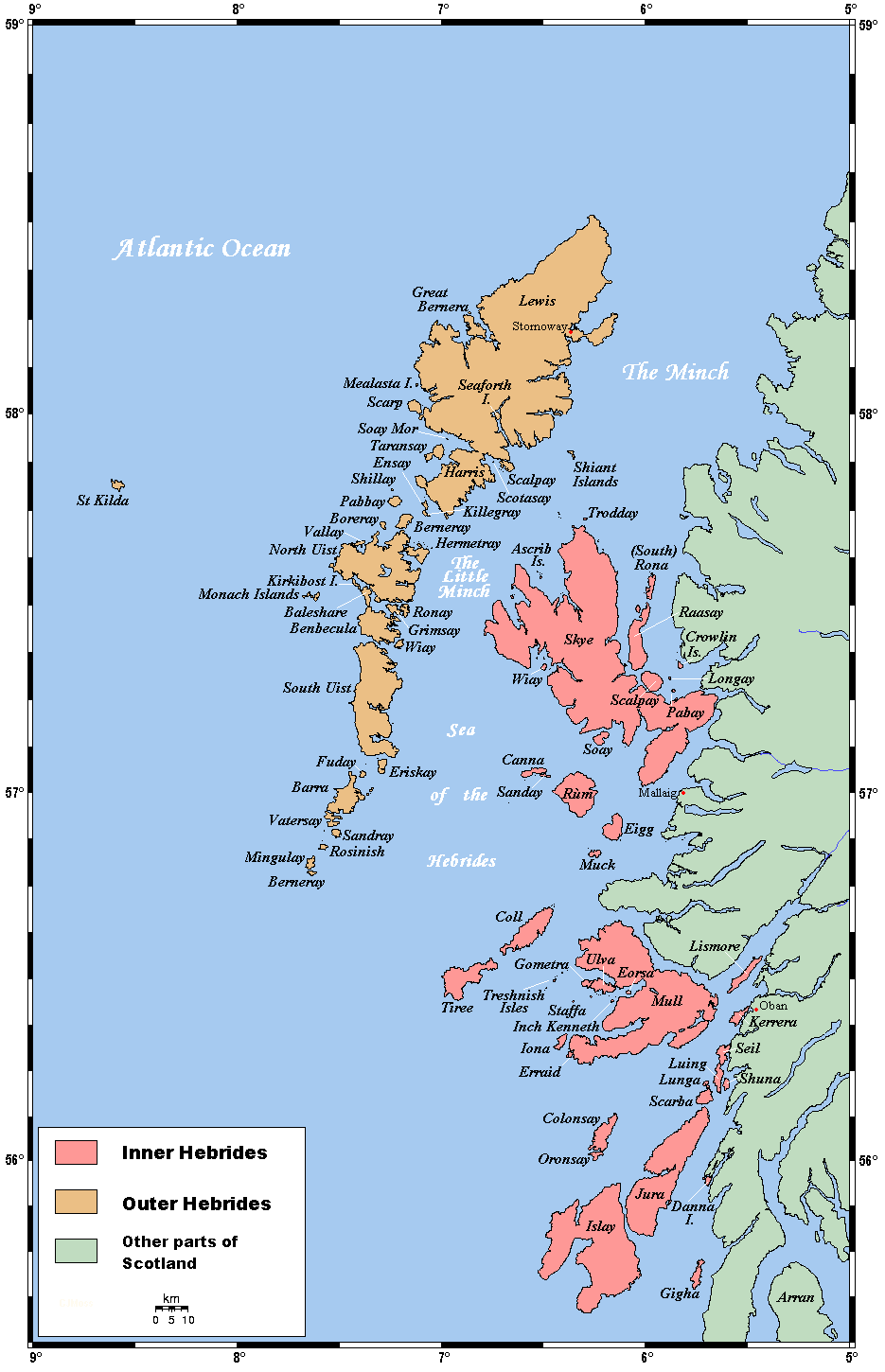
Karta över Hebriderna

Hebriderna (skotsk gaeliska: Innse Gall; engelska: Hebrides) är en ögrupp utanför Skottlands västkust, tillhörande Storbritannien. Ögruppen indelas i Yttre och Inre Hebriderna. De kallades Suderöarna (Söderöarna) från fornnordiska: Súðreyjar. Den största av öarna i de Inre Hebriderna är Skye. Andra större öar är Mull och Islay.

## Historik

### Förhistoria

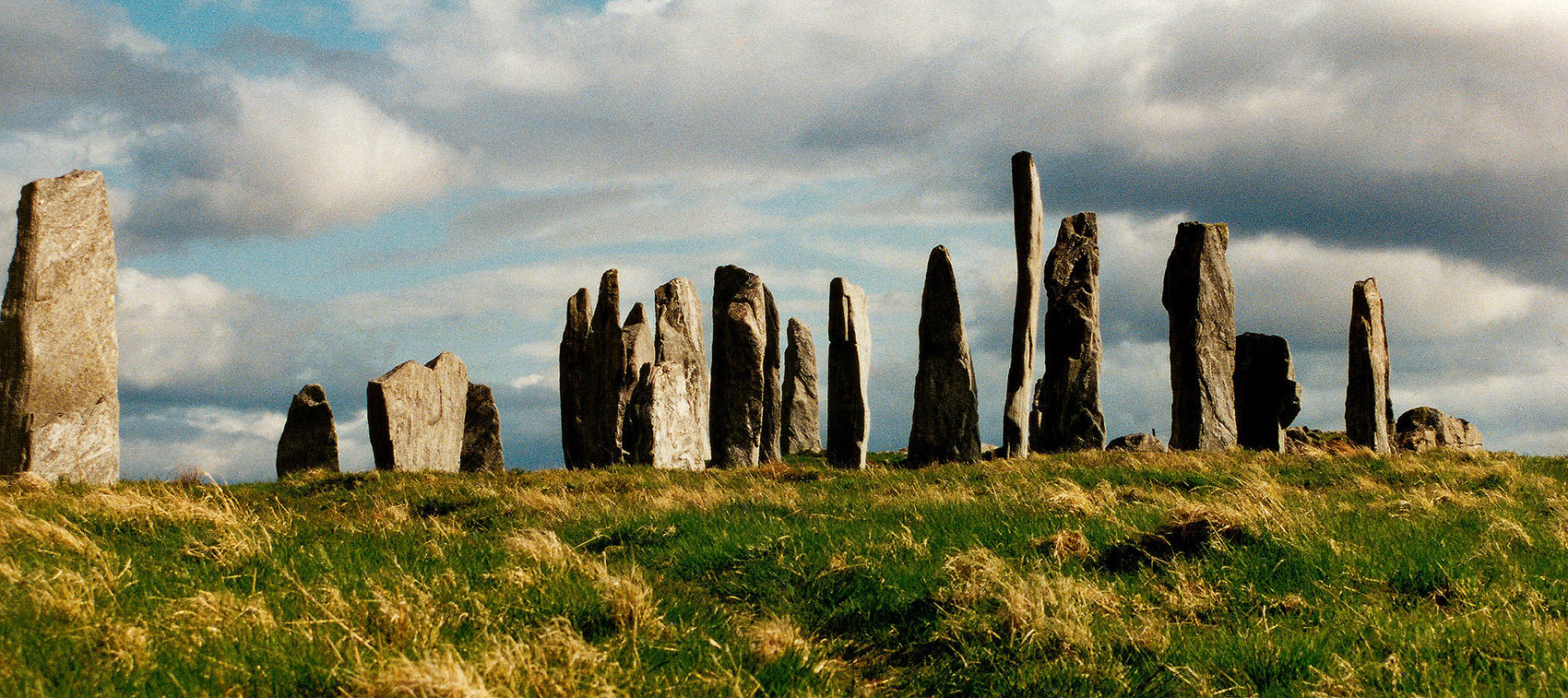
Stencirkel i Callanish

De första bosättningarna tillkom under den mesolitiska eran, omkring år 6500 före Kristus eller tidigare.

### Keltiska eran
År 55 före Kristus skrev den grekiske historikern Diodorus Siculus om ön Hyperborea (ett ord som betyder "långt norrut").
Under 500-talet upprättades kungadömet Dál Riata.

### Norska eran

Öarnas kungadöme, omkring år 1100

Under slutet av 700-talet började vikingar göra räder mot den skotska kusten och Hebriderna kom i samband med detta att hamna under norsk kontroll. Det tidvis i Kungariket Man 849-1265.

### Skotska eran

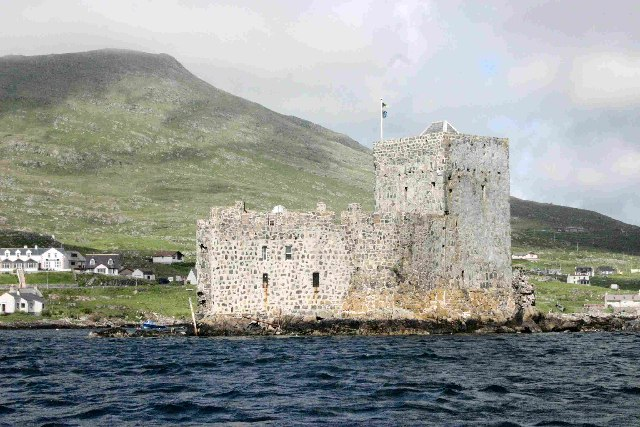
Kisimul Castle, det gamla sätet för klanen MacNeil, Castlebay, Barra

Den norska kontrollen över ön minskade gradvis. Genom freden i Perth 1266 överlät den norske kungen Magnus Lagaböter ön Man samt Söderöarna, dvs. Hebriderna till kung Alexander III av Skottland mot 4 000 mark sterling och mot en årlig avgift om 100 mark sterling. Det är oklart hur länge skottarna betalade avgiften. Biskopsdömet Sodor och Mans stift fortsatte att vara en del av den norska kyrkoprovinsen.

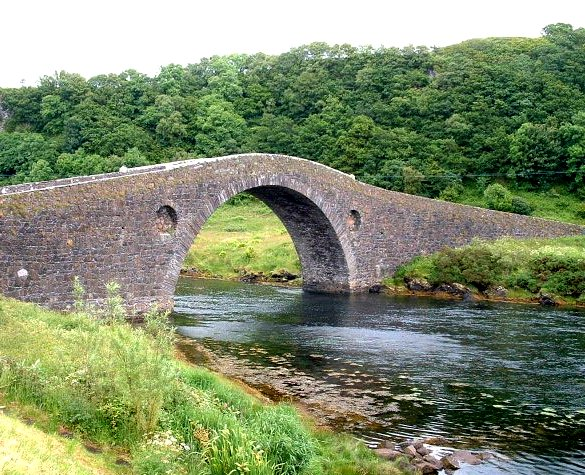
Clachan Bridge mellan fastlandet och Seil, även känd som "Bron över Atlanten", byggdes 1792.